# Rougé

Rougé este o comună în departamentul Loire-Atlantique, Franța. În 2009 avea o populație de 2,260 de locuitori.